# Етьєнн Даґон
Етьєнн Даґон (13 вересня 1960) — швейцарський плавець.
Призер Олімпійських Ігор 1984 року, учасник 1988 року.
Призер Чемпіонату Європи з водних видів спорту 1985 року.